# Річне (Феодосійський район)
Річне́ (до 1948 року — Караба́й, крим. Qarabay) — село Феодосійського району Автономної Республіки Крим. Розташоване на півдні району.
З 2014 року незаконно анексоване Російською Федерацією.

## Населення
Згідно з переписом УРСР 1989 року чисельність наявного населення села становила 13 осіб, з яких 5 чоловіків та 8 жінок.
За переписом населення України 2001 року в селі мешкало 15 осіб.

### Мова
Розподіл населення за рідною мовою за даними перепису 2001 року:
| Мова              | Відсоток |
| ----------------- | -------- |
| кримськотатарська | 66,67 %  |
| російська         | 33,33 %  |